# Benitotania
Benitotania là một chi rêu trong họ Daltoniaceae.